# Kea
Kea je slovensko družinsko trgovsko podjetje, s sedežem v Šentjurju.

## O podjetju
Kea se ukvarja pretežno s prodajo živil. Podjetje poseduje 28 trgovin v celjski, mariborski ter primorski regiji. Med temi je nekaj samostojnih Keinih prodajaln, med tem ko večina deluje kot Tušev market. Največja trgovina je Tuš supermarket Kea, ki stoji v Šentjurju.
Leta 2019 je podjetje v Šentjurju odprlo centralno skladišče.

## Trgovine

### Celjska regija
- Kea Bizeljsko
- Kea Dobrna
- Kea Dramlje
- Kea Gornji Grad
- Kea Hruševec
- Kea Ljubečna
- Kea Ljubno
- Kea Luče
- Kea Planina
- Kea Podčetrtek
- Kea Ponikva
- Kea Radmirje
- Kea Rečica
- Kea Slivnica (Gorica pri Slivnici)
- Kea Šentjur
- Kea Šmarje pri Jelšah
- Kea Šmartno
- Kea Zreče

### Mariborska regija
- Kea Cerkvenjak
- Kea Goriška
- Kea Jakobski Dol
- Kea Pesnica
- Kea Sladki Vrh
- Kea Voličina
- Kea Zgornja Velka

### Primorska regija
- Kea Dutovlje
- Kea Podgrad
- Kea Prestranek
- Kea Senožeče